# قائمة الحاصلين على نيشان فرانسيس سكورينا (منذ عام 2017)

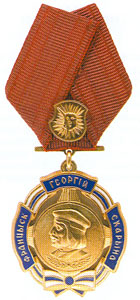
صورة الوسام

نيشان فرانسيس سكورينا (وسام فرانسيس سكارينا البيلاروسي) هو أحد أوسمة جمهورية بيلاروسيا. أسسه المجلس الأعلى لجمهورية بيلاروسيا عام 1995. مُنح للمساهمة في تطوير الثقافة البيلاروسية، وللأنشطة الإنسانية والخيرية. تم منح الجائزة الأولى في عام 1997. اعتبارًا من 25 أكتوبر 2021، بلغ عدد الجوائز 241.
تقدم هذه القائمة أولئك الذين تم منحهم للعقد الثالث من وجود الوسام (منذ الجائزة الأولى).

## عام 2017
عدد الحائزين على النيشان 4 أشخاص.
- 209 لومانوفيتش، نينا يوسيفوفنا رئيس جوقة مسرح الدولة ومؤسسة الترفيه «الأكاديمية الوطنية لمسرح أوبرا بولشوي والباليه في جمهورية بيلاروسيا» 1 فبراير 2017-2017، العدد 34، 1/16892 لسنوات عديدة من العمل المثمر[1]
- 210 كلاوديو غوغيروتي القاصد الرسولي في أوكرانيا، القاصد الرسولي في جمهورية بيلاروسيا (2011-2015) 7 آذار (مارس) 2017-2017، العدد 68، 1/16936 للمساهمة الشخصية الهامة في تطوير التعاون الثقافي بين جمهورية بيلاروسيا والفاتيكان[2]
- 211 أنطونيو بولوتشي مدير متحف الفاتيكان (2007-2016)[2]
- 212 سافيتش، فنان غرافيكي فلاديمير بتروفيتش، عضو الجمعية العامة «اتحاد الفنانين البيلاروسيين» 26 مارس 2017-2017، العدد 94، 1/16975 لسنوات عديدة من العمل المثمر[3]

## عام 2018
عدد الحائزين على النيشان 5 أشخاص.
- 213 بيرتسوف، فلاديمير بوريسوفيتش، مدير الفرع الوطني (مكتب تمثيلي) لشركة الإذاعة والتلفزيون بين الولايات «مير» في جمهورية بيلاروسيا 8 كانون الثاني (يناير) 2018 - 2018، العدد 8، 1/17458 لسنوات عديدة من العمل المثمر[4]
- 214 تريتياكوف، فاليري أرتامونوفيتش، رئيس تحرير صحيفة «ليتوانيا كوريير» التابعة للشركة المساهمة المغلقة "LK Massmedia" 21 فبراير 2018-2018، العدد 76، 1/17557 لسنوات عديدة من العمل المثمر، والمساهمة الشخصية الهامة في تعزيز الروابط الثقافية والروحية بين بيلاروسيا وليتوانيا، والتعاون الدولي في مجال الإعلام والصحافة[5]
- 215 تريغولوفا، زيلفيرا إسماعيلوفنا، المدير العام لمؤسسة الموازنة الفيدرالية للثقافة "رابطة المتاحف الروسية" معرض الدولة تريتياكوف "16 أغسطس 2018-2018، العدد 324، 1/17873 لمزايا خاصة في الأنشطة الثقافية والتعليمية ونجاح كبير في تعزيز وتطوير العلاقات الثقافية البيلاروسية الروسية
- 216 غوساشينكو، تمارا إيفانوفنا، رئيس فرع فيتيبسك الإقليمي للرابطة العامة «اتحاد كتاب بيلاروسيا» 4 سبتمبر 2018-2018، رقم 359، 1/17914 لسنوات عديدة من العمل المثمر
- 217 كورولينكو، جينادي أنتونوفيتش أستاذ - مستشار قسم الأنشطة التجارية في الأسواق الداخلية والخارجية للمؤسسة التعليمية «جامعة الدولة الاقتصادية البيلاروسية» 26 نوفمبر 2018 - 2018، رقم 462، 1/18048 لسنوات عديدة من العمل المثمر

## عام 2019
عدد الحائزين على النيشان 5 أشخاص.
- 218 أفروتين، أناتولي يوريفيتش رئيس تحرير مجلة "New Nemiga Literary"، عضو الجمعية العامة «اتحاد كتاب بيلاروسيا» 25 فبراير 2019-2019، العدد 90، 1/18226 لسنوات عديدة من العمل المثمر
- 219 ماتفينكو، فالنتينا إيفانوفنا رئيس المجلس الاتحادي للجمعية الفيدرالية للاتحاد الروسي 3 أبريل 2019-2019، العدد 135، 1/18284 من أجل مساهمة شخصية كبيرة في تعزيز العلاقات الودية وتطوير التعاون بين جمهورية بيلاروس والاتحاد الروسي
- 220 غوغنين، أستاذ ألكسندر ألكساندروفيتش في قسم الأدب العالمي واللغات الأجنبية في المؤسسة التعليمية «جامعة بولوتسك الحكومية» 24 يوليو 2019-2019، العدد 275، 1/18475 لسنوات عديدة من العمل المثمر
- 221 توفستيك، فلاديمير أنتونوفيتش رئيس قسم الرسم في المؤسسة التعليمية «أكاديمية الدولة البيلاروسية للفنون» 28 أغسطس 2019-2019، رقم 320، 1/18536 لسنوات عديدة من العمل المثمر
- 222 ساموفيتش ألكسندر ليونيدوفيتش عضو مجلس هيرالدك برئاسة رئيس جمهورية بيلاروسيا (2003-2019) 21 نوفمبر 2019-2019، العدد 426، 1/18674 لسنوات عديدة من العمل المثمر

## عام 2020
عدد الحائزين على النيشان 12 شخصًا.
- 223 باداك، ألكسندر نيكولايفيتش مدير المؤسسة الجمهورية للنشر الموحدة "Mastatskaya Literatura" 8 يناير 2020 - 2020، العدد 7، 1/18783 لسنوات عديدة من العمل المثمر
- 224 كوبتيفا، سفيتلانا إيفانوفنا النائب الأول لرئيس المؤسسة التعليمية «الجامعة التربوية الحكومية البيلاروسية التي تحمل اسم مكسيم تانك»
- 225 شكاروبو، فاليري فيدوروفيتش عضو الجمعية العامة «اتحاد الفنانين البيلاروسيين»
- 226 Heinz-Rudolf Georg Wemaer رئيس الجمعية الألمانية الروسية لأرض فيتنبرغ 21 فبراير 2020-2020، العدد 69، 1/18870 لمزايا خاصة في الأنشطة الإنسانية والخيرية، مساهمة كبيرة في إقامة وتطوير العلاقات الثقافية الدولية
- 227 Margret Keener Nelen رئيس جمعية الصداقة السويسرية البيلاروسية 28 مايو 2020 - 2020، العدد 180، 1/19021 للمساهمة الشخصية الهامة في تعزيز العلاقات الودية والتعاون بين جمهورية بيلاروسيا والاتحاد السويسري
- 228 زاخارفيتش، ماريا جورجيفنا، أستاذ المسرح الرائد في مؤسسة الدولة «المسرح الأكاديمي الوطني الذي يحمل اسم يانكا كوبالا» 3 يونيو 2020-2020، رقم 191، 1/19050 لسنوات عديدة من العمل المثمر
- 229 تم تعيينه، أرنولد كوندراتيفيتش [ليكون] رئيسًا للمرحلة الرئيسية في مؤسسة الدولة «المسرح الأكاديمي الوطني الذي يحمل اسم يانكا كوبالا»
- 230 جوزيف ميغاش سفيرًا فوق العادة ومفوضًا للجمهورية السلوفاكية لدى جمهورية بيلاروسيا 15 يونيو 2020 - 2020، العدد 212، 1/19059 من أجل مساهمة شخصية كبيرة في تعزيز العلاقات الودية وتطوير التعاون بين بيلاروسيا وسلوفاكيا
- 231 Aladov، Valmen Nikolaevich [كن] عضوًا في الجمعية العامة «الاتحاد البيلاروسي للمهندسين المعماريين» 1 ديسمبر 2020-2020، رقم 452، 1/19369 لسنوات عديدة من العمل المثمر
- 232 ساركيسيان، أستاذ فيكتور فلاديميروفيتش في قسم التخاطب المسرحي والتخصصات الصوتية والبلاستيكية في أكاديمية الدولة للفنون البيلاروسية 17 ديسمبر 2020 - 2020، رقم 464، 1/19391 لسنوات عديدة من العمل المثمر
- 233 بوريسينكو، نيكولاي سيرجيفيتش ميثوديست من قسم المعرفة المحلية وأعمال البحث في المركز الإقليمي للإبداع
- 234 غلوخوفا، ماريا نيكولاييفنا (المديرة جبرائيل) دير المهد المقدس لدير راهبات والدة الإله في غرودنو الكنيسة الأرثوذكسية البيلاروسية 22 ديسمبر 2020-2020، العدد 483، 1/19410 لسنوات عديدة من العمل المثمر

## عام 2021
عدد الحائزين على النيشان 6 أشخاص، ومنظمة واحدة.
- 235 ياكوبوفسكايا، أوكسانا بوريسوفنا مدير المؤسسة التعليمية الحكومية «صالة للألعاب الرياضية رقم 33 في مينسك» 26 فبراير 2021 - 2021، رقم 61، 1/19514 لسنوات عديدة من العمل المثمر
- 236 غلوشاكوف، تيموفي إيفانوفيتش، رئيس الفرع الإقليمي في غوميل للرابطة العامة «مؤسسة السلام البيلاروسية» 10 سبتمبر 2021 - 2021، رقم 334 لسنوات عديدة من العمل المثمر
- 237 مؤسسة الدولة "مجمع ميموريال" بريست فورتريس هيرو" 22 سبتمبر 2021 - 2021، رقم 361 - ذكرى تأسيس المجمع التذكاري[6]
- 238 ماكاريفيتش، فلاديمير ميخائيلوفيتش رئيس قسم الشؤون الثقافية بجامعة بيلاروسيا الحكومية، 19 أكتوبر 2021 - 2021، رقم 410 لسنوات عديدة من العمل المثمر
- 239 كوباتوف، إدوارد دجومكاديروفيتش، القنصل الفخري للقنصلية الفخرية لإندونيسيا في جمهورية قيرغيزستان، بيشكيك 25 أكتوبر 2021-2021، رقم 416 علم دولة جمهورية بيلاروسيا على قمة إيفرست
- 240 فرولوف، فاديم سيرجيفيتش، المدير العام لشركة ذات مسؤولية محدودة "المجموعة الصناعية" فيكبروم "، جوكوفسكي، منطقة موسكو، عضو في الرابطة العامة" اتحاد تسلق الجبال البيلاروسي "
- 241 شوليبوف، جورجي جيناديفيتش، مدير شركة ذات مسؤولية محدودة «عمودي»، كومي ريبابليك